# Welby (Lincolnshire)
Pour les articles homonymes, voir Welby.
Welby est une paroisse civile et un village du Lincolnshire, en Angleterre.